# 刘楼乡 (宁陵县)
刘楼乡，是中华人民共和国河南省商丘市宁陵县下辖的一个乡镇级行政单位。

## 行政区划
刘楼乡下辖以下地区：
吕南村、吕北村、郭小集村、郑庙村、路老家村、胡店村、胡举村、薛屯村、梁楼村、庄楼村、刘楼村、陈庄村、万庄村、周庄村、王庄村、王楼村、谢东村、谢西村、訾河村、同营村、无咎屯村和符老楼村。